# 坚瑟特
坚瑟特（Jansath），是印度北方邦穆扎法尔讷格尔县的一个城镇。总人口17782（2001年）。

## 人口
该地2001年总人口17782人，其中男性9424人，女性8358人；0—6岁人口3125人，其中男1611人，女1514人；识字率54.89%，其中男性为64.03%，女性为44.59%。